# Leptolalax
Leptolalax és un gènere d'amfibis anurs de la família Megophryidae. Les seves espècies es distribueixen per la regió indomalàia: des de l'est de l'Índia fins al sud de la Xina, Indoxina i regió de la Sonda.

## Taxonomia
- Leptolalax alpinus Fei, Ye & Huang, 1991.
- Leptolalax arayai Matsui, 1997.
- Leptolalax bourreti Dubois, 1983.
- Leptolalax dringi Dubois, 1987.
- Leptolalax fuliginosus Matsui, 2006.
- Leptolalax gracilis (Günther, 1872).
- Leptolalax hamidi Matsui, 1997.
- Leptolalax heteropus (Boulenger, 1900).
- Leptolalax kajangensis Grismer, Grismer & Youmans, 2004.
- Leptolalax liui Fei & Ye In Fei, Ye & Huang, 1991.
- Leptolalax maurus Inger, Lakim, Biun & Yambun, 1997.
- Leptolalax melanoleucus Matsui, 2006.
- Leptolalax nahangensis Lathrop, Murphy, Orlov & Ho, 1998.
- Leptolalax oshanensis (Liu, 1950).
- Leptolalax pelodytoides (Boulenger, 1893).
- Leptolalax pictus Malkmus, 1992.
- Leptolalax pluvialis Ohler, Marquis, Swan & Grosjean, 2000.
- Leptolalax solus Matsui, 2006.
- Leptolalax sungi Lathrop, Murphy, Orlov & Ho, 1998.
- Leptolalax tuberosus Inger, Orlov & Darevsky, 1999.
- Leptolalax ventripunctatus Fei, Ye & Li In Fei, Ye & Huang, 1991.